# 東京鐵塔 (小說)
《東京鐵塔》是江國香織的小說，2001年12月由MAGAZINE HOUSE發刊，後來改編成同名電影，2005年1月15日於日本上映。於2024年改編為電視劇。

## 電影

### 概要
《东京塔》是由日本东宝映画发行的125分钟爱情影片。该片由源孝志导演，源孝志、中园美保编剧。该片改编自江国香织所著小说《寂寞东京铁塔》，以19岁年轻男子对爱情的憧憬作为切入点，讲述了两个已婚女人分别与两名青年男子展开的一段不伦之恋。
21歲的透愛上了比他年長20歲、已婚的詩史。不能經常與詩史見面的透，每天都會在家中等待詩史的來電。透的朋友耕二，雖然已經有一位年輕女友，可是他仍與家庭主婦喜美子發生不倫的關系。兩對情侶就分別代表了精神和肉體兩種不同類型的戀愛 。
黑木瞳拍摄影片《东京塔》期间，于2004年12月9日开始发售的散文随笔《对丈夫已不再心动》中大胆的剖析了自己对于情感、婚姻以及男人的真实体悟，处处充满了成年女性大胆而又赤裸裸的告白。写作灵感部分来自于电影的触动。《东京铁塔》中很多镜头给人留下深刻的印象，色彩鲜明，唯美动人，也让人不禁感叹东京的繁华绚烂。与之对比的清新自然的美景更使人留恋，大都市里的一段有些感伤的爱情故事就这样娓娓道来。

### 電影簡介
21歲的透（岡田准一飾）愛上了母親的朋友、年長他二十歲的已婚婦女詩史（黑木瞳飾），他們一見鍾情並開始了地下戀情。透的好朋友耕二（松本潤飾）也與家庭主婦喜美子（寺島忍飾）有不倫關係，但情感十分複雜難解，他同時還有一位女友。三年來透聽詩史喜歡的音樂，看詩史喜歡的書，每天下午在家等詩史打來的電話。他不能主動打給她，這是兩人的約定。漸漸地，他越來越不能滿足這樣的關係，他向詩史提出了一起生活的要求。詩史是理性的，她清楚所擁有的一切都是丈夫給予的，離開丈夫意味著什麼詩史清楚不過，所以對於透提出的要求她一直模糊回避。不過，當透在派對上不顧一切地當著眾人的面向她表白並離去後，詩史終於做出了決定……

### 演員
- 浅野詩史：黑木瞳
- 小島透：岡田准一
- 大原耕二：松本潤
- 川野喜美子：寺島忍
- 川野：宮迫博之（雨上がり決死隊）
- 吉田：平山綾
- 由利：加藤羅莎
- 橋本：半田健人
- 小島陽子：余貴美子
- 浅野：岸谷五朗
- フランスのマダム：ミレーヌ・ドモンジョ
- 高原：
- 薰：筒井真理子
- 厚子：未來貴子
- 喜美子的姑姑：銀粉蝶
- 其他：真山勇一、氏家惠、東海林愛美、加藤沙耶香

### 主題・插入歌
- 山下達郎「FOREVER MINE」
- 諾拉·瓊斯「Sleepless Nights」

## 電視劇
改編電視劇於2024年4月20日至6月15日在朝日電視台「週六好劇」時段播出，由永瀨廉主演。

### 演員列表
中數字為年齡。

#### 主要人物
- 小島透〈21〉：永瀬廉[6]

醫大學生。
- 浅野詩史〈45〉：板谷由夏[6]

世界各地關注的建築師。
- 大原耕二〈21〉：松田元太[7]

大學生。透高中時代認識的好友，就讀同一所大學。
- 川野喜美子〈42〉：MEGUMI[7]

已婚人妻，與女兒的家教耕二出軌。

#### 周邊人物
- 白石楓〈21〉：永瀨莉子[8]

透的高中及大學同學。醫大生。
- 森山由利〈21〉：NAENANO[8]

耕二的女友。
- 川野比奈〈17〉：池田朱那

喜美子的女兒。高中生。
- 川野裕介〈43〉：歡迎小田

喜美子的丈夫。銀行職員。
- 淺野英雄〈48〉：甲本雅裕[8]

詩史的丈夫。廣告策劃。
- 小島陽子〈54〉：YOU[8]

透的母親。雜誌編輯長。

### 製作團隊
- 原作：江國香織『東京鐵塔』（Magazine House刊、新潮文庫刊）
- 劇本：大北遙
- 配樂：近谷直之
- 主題曲：King & Prince「halfmoon」（UNIVERSAL MUSIC）[9]
- 插曲：Travis Japan「Sweetest Tune」（Capitol Records / UNIVERSAL MUSIC）[10]
- 導演：久万真路、松本喜代美、畑山創
- 監製：中川慎子（朝日電視台）
- 製作人：殘間理央（朝日電視台）、島本講太（Storm Labels）、岡美鶴（as birds）
- 制作協力：as birds
- 制作著作：朝日電視台、Storm Labels

### 播出日程
- 第3話延後30分鐘播出（23:30 - 0:00）。
- 最終話加長30分鐘（23:00 - 0:00）。

| 集數   | 播出日期 | 標題 | 導演       |
| ------ | -------- | ---- | ---------- |
| 第1話  | 4月20日  |      | 久万真路   |
| 第2話  | 4月27日  |      | 久万真路   |
| 第3話  | 5月04日  |      | 久万真路   |
| 第4話  | 5月11日  |      | 松本喜代美 |
| 第5話  | 5月18日  |      | 松本喜代美 |
| 第6話  | 5月25日  |      | 畑山創     |
| 第7話  | 6月01日  |      | 久万真路   |
| 第8話  | 6月08日  |      | 久万真路   |
| 最終話 | 6月15日  |      | 久万真路   |

## 外部連結
- 互联网电影数据库（IMDb）上《Tokyo Tower》的资料（英文）
- Tokyo Tower （页面存档备份，存于） - JFDB （英文）
- 電影Tokyo Tower（東京タワー）（日語）
- 電視劇『東京鐵塔』｜朝日電視台

| 朝日電視網 週六好劇                      | 朝日電視網 週六好劇                  | 朝日電視網 週六好劇 |
| ---------------------------------------- | ------------------------------------ | ------------------- |
|                                          | 東京鐵塔 （2024年4月20日－6月15日）  |                     |
| 愛心守護24小時 （2024年1月13日－3月9日） | 青島君很壞 （2024年7月6日－9月14日） |                     |